# Pavillon « Direction-dessins » de l’usine AFC de la SCAL
Le pavillon « Direction-dessins » de l’usine AFC de la SCAL est un pavillon situé sur la commune d'Issoire dans le département français du Puy-de-Dôme, en région Auvergne-Rhône-Alpes.

## Historique
En 1939, Jean Prouvé et Pierre Jeanneret conçoivent pour la SCAL à Issoire un pavillon préfabriqué à structure métallique, destiné à loger les ingénieurs et ouvriers de l'usine. Ce bâtiment, monté en mars 1940, est l'exemple d'un système innovant utilisant un portique axial en V inversé. Après avoir été démantelé en 1958, il est remonté dans un jardin à Issoire, où il a été transformé en maison. Il est désormais un témoignage rare de l'architecture moderne,.

### Protection
Le pavillon est inscrit au titre des monuments historiques par arrêté du 27 décembre 2024.

## Description
Le pavillon mesure 8x8 mètres et se compose d'une ossature métallique avec des cloisons en bois. Il comprend un rez-de-chaussée avec une salle de dessin et un étage abritant le bureau du directeur. En 1941, l'étage est modifié pour augmenter la surface. Après 1962, le pavillon est enveloppé d'un bardage en aluminium et ses fenêtres sont remplacées, tout en préservant les éléments d'origine,.